# 233 (număr)
233 (două sute treizeci și trei) este numărul natural care urmează după 232 și precede pe 234 într-un șir crescător de numere naturale.

## În matematică
233:
- Este un număr impar.
- Este un număr deficient.[1][2]
- Este un număr prim.[3][4]
- Este un număr prim Eisenstein fără parte imaginară și partea reală de forma 3n − 1.[5]
- Este un număr Fibonacci[6][7]
- Este un număr prim Fibonacci[8][9]
- Este un număr prim izolat.[10][11]
- Este un număr prim lung.[12][13]
- Este un număr prim Pillai.[14][15]
- Este un număr prim Ramanujan.[16][17]
- Este un număr prim slab.[18][19]
- Este un număr prim Sophie Germain.[20][21]
- Este un număr prim trunchiabil la dreapta.[22][23]
- Este un număr Markov.[24][25]
- Împreună cu numerele prime 227 și 229 formează un triplet de numere prime,[26] (p, p+2, p+6)[27] fiind numărul cel mai mare din triplet.[28]
- Există 233 de grafuri planare maximale cu 10 noduri,[29] și 233 de spații topologice conexe cu patru puncte.[30]
- Este un număr palindromic În baza 3 (221223).

## În știință

### În astronomie
- Obiectul NGC 233 din New General Catalogue este o galaxie eliptică cu o magnitudine 12,8 în constelația Andromeda.
- 233 Asterope este un asteroid din centura principală.
- 233P/LA SAGRA (LA SAGRA) este o cometă periodică din sistemul nostru solar.

## În alte domenii
233 se poate referi la:
- Prefixul telefonic internațional pentru Ghana.